# Duca di Grafton
Duca di Grafton è un titolo fra i pari d'Inghilterra. Fu creato nel 1675 da Carlo II d'Inghilterra per Henry FitzRoy, il secondo dei figli maschi illegittimi nato dalla sua relazione con la Duchessa di Cleveland. Il più noto dei Duchi di Grafton fu probabilmente Augustus FitzRoy, III duca di Grafton, che fu al servizio come Primo Ministro sotto il regno di Giorgio III nel decennio del 1760.
Il Duca di Grafton detiene tre titoli sussidiari, tutti creati nel 1675 fra i pari d'Inghilterra: Conte di Euston, Visconte Ipswich, e Barone Sudbury. Tra il 1723 ed il 1936 i Duchi, essendo discendenti dalla moglie del primo Duca Isabella FitzRoy, II contessa di Arlington, detennero anche i titoli di Conte di Arlington, Visconte Thetford e Barone Arlington. Quei titoli caddero in sospensione tra le sorelle del nono Duca, con la sospensione della baronia di Arlington terminata nel 1999.
Il titolo del ducato si riferisce all'Onore di Grafton nel sud est del Northamptonshire, il villaggio titolare ora viene chiamato Grafton Regis. La residenza di famiglia, Euston Hall, si trova nel Suffolk. Il tradizionale luogo di sepoltura dei Duchi di Grafton è la chiesa parrocchiale di Saint Genevieve a Euston, nel Suffolk.
Il figlio maggiore del Duca è designato per cortesia Conte di Euston, ed il figlio maggiore del Conte Visconte Ipswich.

## Duchi di Grafton
- Henry FitzRoy, I duca di Grafton (1663–1690), secondo dei figli maschi illegittimi di Carlo II d'Inghilterra e della duchessa di Cleveland

Altri titoli (II–IX duchi): Conte du Arlington e Visconte Thetford (1672), Barone Arlington (1664), Barone Arlington (1672)
- Charles FitzRoy, II duca di Grafton (1683–1757), unico figlio del primo duca
  - Charles FitzRoy, conte di Euston (1714–1715), maggiore dei figli maschi del II duca, morì giovane
  - George FitzRoy, conte di Euston (1715–1747), secondo figlio maschio del II duca, premorì al padre senza figli
- Augustus Henry FitzRoy, III duca di Grafton (1735–1811), maggiore dei figli maschi di Lord Augustus FitzRoy, terzo figlio maschio del II secondo duca
- George Henry FitzRoy, IV duca di Grafton (1760–1844), maggiore dei figli maschi del III duca
- Henry FitzRoy, V duca di Grafton (1790–1863), maggiore dei figli maschi del IV duca
- William Henry FitzRoy, VI duca di Grafton (1819–1882), maggiore dei figli maschi del V duca, morì senza figli
- Augustus Charles Lennox FitzRoy, VII duca di Grafton (1821–1918), secondo figlio maschio del V duca
  - Henry James FitzRoy, conte di Euston (1848–1912), maggiore dei figli maschi del VII duca, premorì al padre senza figli
- Alfred William Maitland Fitzroy, VIII duca di Grafton (1850–1930), secondo figlio maschio del VII duca
  - William Henry Alfred Fitzroy, visconte Ipswich (1884–1918), unico figlio maschio dell'VIII duca, premorì sia al padre che al nonno
- John Charles William FitzRoy, IX duca di Grafton (1914–1936), unico figlio maschio di William FitzRoy, visconte Ipswich, morì celibe
- Charles Alfred Euston FitzRoy, X duca di Grafton (1892–1970), maggiore dei figli maschi del Rev. Lord Charles Edward FitzRoy, terzo e più giovane dei figli maschi del VII duca
- Hugh Denis Charles FitzRoy, XI duca di Grafton (1919–2011), maggiore dei figli maschi del X duca
  - James Oliver Charles FitzRoy, conte di Euston (1947–2009), maggiore dei figli maschi del XI duca, deceduto nel 2009, prima della successione al padre.[2]
- Henry Oliver Charles FitzRoy, XII duca di Grafton[3] (n. 1978), unico figlio maschio di Lord Euston

L'erede apparente è il figlio dell'attuale detentore, Alfred James Charles FitzRoy, conte di Euston (nato nel 2012).